# J.G. Zinn
Jens Giødvad Zinn (21. august 1836 i København – 20. april 1926 på Frederiksberg) var en dansk arkitekt.
J.G. Zinn var søn af grosserer Ludvig Maximilian Zinn (1808-68), hans moder hed Regitze Sofie f. Giødvad (f. 1812). Efter sin konfirmation kom han i snedker- og tømrerlære, og først da han var blevet svend, bestemte han sig for at uddanne sig til bygmester ved Kunstakademiet, hvis mindre sølvmedalje han vandt i 1862. Hans studier blev afbrudte ved hans deltagelse i 2. slesvigske krig 1864 som menig ved første regiment, dog ikke mere end at han i juli 1865 kunne tage afgangsprøve ved Akademiet som arkitekt.
Han var for egen regning i Italien i 1867 og ægtede 20. juli 1872 i København Emma Møller (29. august 1841 i Veggerslev, d. 7. november 1923 på Frederiksberg), datter af sognepræst Andreas Ditlev Møller (1805-52) og Emma Christiane Charlotte f. Ørbek (1807-56). Af hans arbejder, der ofte var praktisk betonet, kan nævnes herregården Fuglsang på Lolland, hvor han genopførte hele anlægget fra ny af. Han fik sikkert denne opgave via sin familiære forbindelse til Hartmann-slægten.
Zinn har udstillet sine tegninger på Charlottenborg Forårsudstilling 1862, 1883 og 1884 og på den Nordiske Udstilling 1883.

## Værker
- På Orlogsværftet tilbygning mod nord til maskinværksted (nu kaldet Orlogsværftets gl. maskinværksted), Holmen, København (1862)
- En kontorbygning, nu Kunstakademiets Arkitektskole, mellem Smedjen og Hovedmagasinet på Holmen, Philip de Langes Allé 10 (1863)
- 2 små vagtbygninger, Værftsbrovagten ved dæmningen (tidl. bro) mellem Christianshavn og Arsenalø, Holmen (1863, fredet)
- Hovedbygning og herskabsstald til herregården Fuglsang, Lolland (1868-69, fredet)
- Facaden til ejendommen Frederiksborggade 20, København, dengang bladet Dannebrogs redaktionsbygning (1878)

### Projekter
- Konkurrenceprojekt til monument for kong Victor Emanuel 2. (udstillet i Rom 1881 og på Charlottenborgs Forårsudstilling 1883)
- Projekt til samme (udstillet på Charlottenborgs Forårsudstilling og i Rom 1884)
- Skitse og projekt til Københavns Rådhus (1889-90)